# Lille Amalienborg (Horsens Boligselskab)
 For alternative betydninger, se Lille Amalienborg. (Se også artikler, som begynder med Lille Amalienborg)
Lille Amalienborg (Horsens Boligselskab), er et andelsboligselskab i Horsens som i folkemunde går under navnet Lille Amalienborg. Boligselskabet søgte kongehuset om lov til at benytte dette navn da det blev grundlagt i 1921, men dette blev afvist.
Boligselskabet blev grundlagt med det formål at skaffe medlemmerne billige, sunde og smukke boliger. 
Der er 4 boliger i hver ejendom, og er i 3 etager, kælder, stuen og 1. sal. der er i alt 16 ejendomme, plus en ejendom med 3 boliger, som henholdsvis var brødudsalg, kolonial og slagter, i alt 59 andelsboliger.
Da husene blev bygget i 1921 lå de i udkanten af Horsens, men i dag er de næsten en del af midtbyen.
|  | Denne artikel om en bygning eller et bygningsværk kan blive bedre, hvis der indsættes et (bedre) billede. Du kan hjælpe ved at afsøge Wikimedia Commons for et passende billede eller lægge et op på Wikimedia Commons med en af de tilladte licenser og indsætte det i artiklen. |

55°51′17″N 9°50′44″Ø / 55.8547°N 9.8456°Ø